# NGC 2541
NGC 2541 è una galassia a spirale (barrata?) situata nella costellazione della Lince, a una distanza di circa 38 milioni di anni luce dalla nostra Via Lattea.

## Scoperta
La galassia è stata scoperta il 9 marzo 1788 dall'astronomo britannico di origine tedesca William Herschel.

## Descrizione
NGC 2541 ha una classe di luminosità III-IV e presenta una larga riga a 21 cm dell'idrogeno neutro. 
Il database SIMBAD la classifica come galassia LINER, cioè una galassia il cui nucleo presenta uno spettro di emissione caratterizzato da larghe righe di atomi debolmente ionizzati.
Data la sua luminosità superficiale pari a 15,06, NGC 2541 può essere classificata come una galassia a bassa luminosità superficiale (nella letteratura in lingua inglese abbreviata in LSB, acronimo di Low Surface Brightness). Le galassie LSB sono galassie di tipo diffuso (D) con una luminosità superficiale inferiore di almeno una magnitudine a quella del cielo notturno circostante.

## Classificazione
Alcuni autori la considerano una galassia a spirale barrata, ma nelle recenti immagini riprese con i telescopi non si evidenzia la presenza della barra centrale. Il sito NASA/IPAC la classifica pertanto come "SA(s)cd", cioè come galassia a spirale priva di barra.

## Gruppo di NGC 2841
NGC 2541 fa parte del Gruppo di NGC 2841. Le cinque principali galassie di questo gruppo sono NGC 2500, NGC 2537, NGC 2541, NGC 2552 oltre naturalmente a NGC 2841, che è anche l'unica galassia appartenente alla costellazione dell'Orsa Maggiore, mentre le altre quattro fanno parte della Lince.